# Chantal Kemner
Chantal Kemner (1964) is een Nederlands hoogleraar aan de Universiteit Utrecht.

## Biografie
Kemner studeerde Biologische Psychologie en promoveerde in 1992 op Event-related brain potentials: a window on stimulus processing in autistic children. Daarna werkte ze als onderzoeker bij de afdeling Kinderpsychiatrie van het Universitair Medisch Centrum Utrecht. In 2003 werd ze aangesteld als (deeltijd) hoogleraar aan de Universiteit Maastricht. In 2007 ontving ze een VICI-subsidie van NWO. In 2009 sprak ze haar oratie uit aan de Universiteit Utrecht waar ze werd aangesteld met de leeropdracht Biologische Ontwikkelingspsychologie, in het bijzonder Ontwikkelingspsychopathologie. Ze is directeur van het Consortium Individual Development waaraan een zwaartekrachttoekenning werd verleend door NWO. Ze is daarnaast gespecialiseerd in autisme.
Prof. dr. C. Kemner werkte mee aan tientallen publicaties op haar vakgebied.